# Thalassoma genivittatum
Thalassoma genivittatum es una especie de peces de la familia Labridae en el orden de los Perciformes.

## Morfología
Los machos pueden llegar alcanzar los 20 cm de longitud total.

## Distribución geográfica
Se encuentra en Mauricio y KwaZulu-Natal (Sudáfrica ).